# Třída Kuang-chua VI
Třída Kuang-chua VI je třída raketových člunů námořnictva Čínské republiky. Tvoří ji celkem 31 postavených jednotek. Tato třída ve službě nahrazuje raketové čluny třídy Chaj-ou.

## Stavba

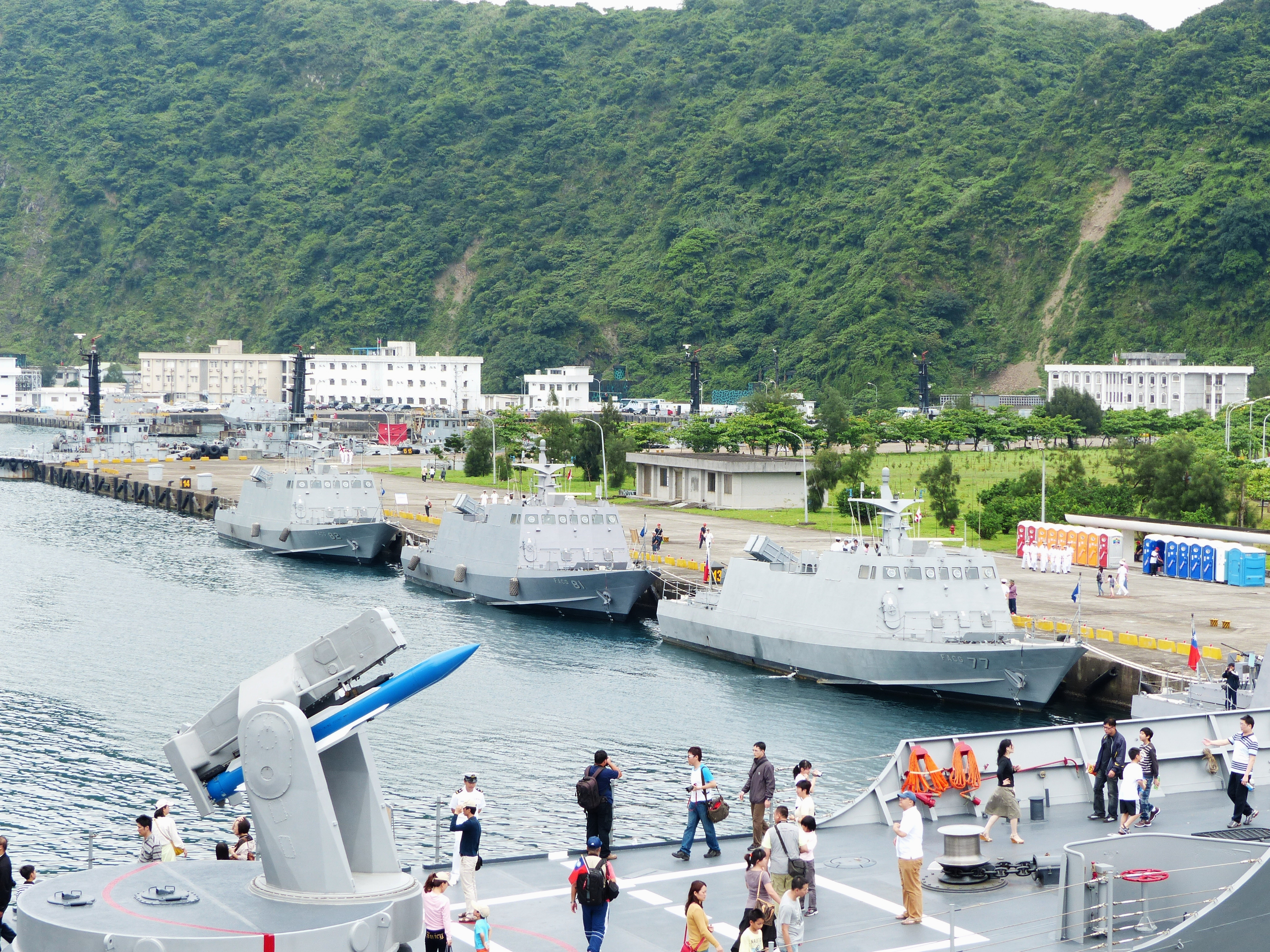
Trojice člunů třídy Kuang-chua VI

Třída byla vyvinuta v rámci rozsáhlého modernizačního programu Čínského námořnictva Kuang-chua. Stavba prvního prototypu FACG-60 byla objednána roku 2000 od námořní loděnice v Kao-siung. Prototyp do služby vstoupil 1. října 2003. Po jeho úspěšných zkouškách bylo rozhodnuto postavit 30 dalších raketových člunů této třídy, spory při volbě loděnice a další problémy ovšem vedly k tomu, že další sériové kusy byly objednány až roku 2007 u loděnice CSBC Corporation, Taiwan v Kao-siung. Všech třicet sériových člunů do služby vstoupilo v letech 2009–2011.

## Konstrukce

Protilodní střela Siung-feng II

V konstrukci člunů jsou využity prvky technologie stealth. Výzbroj tvoří jeden 20mm kanón, dva 7,62mm kulomety a čtyři protilodní střely Siung-feng II. Pohonný systém tvoří diesely MTU. Nejvyšší rychlost dosahuje 33 uzlů. Dosah je 1000 námořních mil při 12 uzlech.